# Skvrňany
Skvrňany (hovorově Škvrňany, německy Skurnian) jsou část statutárního města Plzeň, nachází se na západě města. V roce 2009 zde bylo evidováno 1 174 adres. V roce 2001 zde trvale žilo 14 242 obyvatel.
Skvrňany jsou také název katastrálního území o rozloze 10,93 km². Ovšem zatímco Skvrňany jako část města se rozkládají také na části katastrálního území Plzeň, v katastrálním území Skvrňany leží i Nová Hospoda.

## Historie
Původ názvu Skvrňany je vykládán buď jako osada lidí bydlících u potoka Skvrny, popř. jako osada lidí Skvrňových (Škvrňových, tj. člověka malého vzrůstu, zakrslého). Obec Skvrňany je prvně zmiňována v roce 1239, kdy patřila pod Kladrubský klášter, byla tedy staršího založení nežli samotná Plzeň (založena roku 1295). Po založení Plzně se stala součástí plzeňského panství. V roce 1418 měla 24 usedlostí. Blízké velké město Plzeň bylo pro ves na jednu stranu výhodné a umožňovalo její prosperitu a bohatství, ale bylo i příčinou mnohých tragických válečných událostí a město nakonec obec pohltilo, až k jejímu zániku. V tereziánském katastru z roku 1714 se v obci uvádí 34 usedlostí, stavení měla být v dobrém stavu, vystavěná z kamene a u domů bývaly zahrady porostlé švestkami. I přes velký požár v roce 1839, kdy vyhořelo 19 usedlostí, je obec popisována jako bohatá a výstavná. Ke konci 19. století však obec zasáhl technický rozvoj, který byl příčinou ztráty jejího výhradně zemědělského charakteru. V roce 1861 sem přijel první vlak z německého Furt im Wald a u obce stávalo první prozatímní plzeňské nádraží, trať na Prahu byla otevřena až později. Dalším faktorem, který zásadně ovlivnil život obce, byla výstavba Škodových závodů. Továrna se nejprve jen dotýkala skvrňanského katastru, ale brzy jej překročila. Počet obyvatelstva velmi rychle rostl a např. v roce 1921 bylo z 5777 obyvatel obce téměř 40 % zaměstnanci Škodovky. Od roku 1924 jsou Skvrňany součástí Plzně jako její část.
V průběhu II. světové války byly Skvrňany poškozeny náletem 14. května 1943 a náletem 16. října 1944 při bombardování Škodovky, ale nejtěžší úder pro ně znamenal nálet 25. dubna 1945. V původní podobě nebyly Skvrňany obnoveny a jejich obyvatelstvo většinou přesídlilo do Červeného Újezdu u Zbůchu. Několik zbývajících původních statků bylo zbořeno na konci 60. let a v místech obce vyrostlo postupně panelákové sídliště. Starobylou obec tak připomíná pouze budova školy z roku 1897, dnes Základní škola Martina Luthera v areálu Akademie Hotelnictví a Cestovního ruchu. Bývalé místo Skvrňanské návsi se dnes jmenuje Školní náměstí.

## Sídliště Skvrňany
Sídliště Skvrňany je rozděleno na několik přirozených částí.
Sídliště Přední Skvrňany vzniklo v místě původní obce Skvrňany na vyvýšené říční terase nad řekou Mží. Je tvořeno panelovou zástavbou s 1100 byty a zbytky prvorepublikové zástavby okolo ulic Křimická a Na Okraji. Panelové domy nahradily poslední zemědělské statky v okolí dnešního Školního náměstí zaniklé jak v důsledku bombardování na konci druhé světové války, tak v důsledku zániku jejich zemědělské funkce.

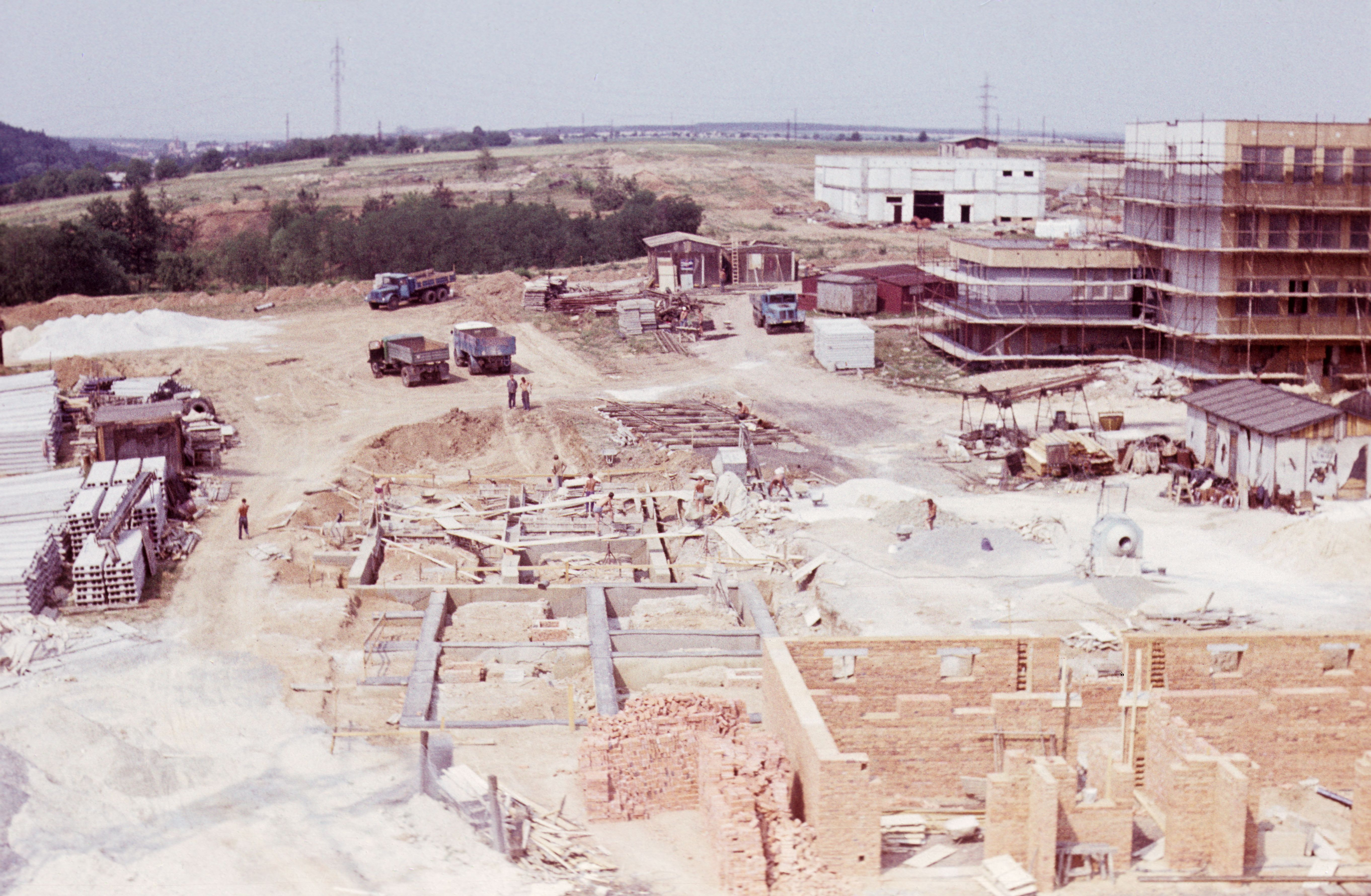
Výstavba sídliště Skvrňany v roce 1978 - Poliklinika

Oblast Slovanského údolí okolo Vejprnického potoka podél cesty na Vejprnice byla poprvé osídlena po první světové válce, vzniklo zde mnoho dodnes zachovaných vil bohatších úředníků a podnikatelů, ale i dělnických domů.
Sídliště Zadní Skvrňany vzniklo na zelené louce v prostoru mezi železniční tratí Plzeň - Cheb a zástavbou podél Vejprnického potoka ve Slovanském údolí. Sídliště Zadní Skvrňany bylo budováno v letech 1967 – 1977 a jeho výstavba dále pokračovala podnikovou a družstevní výstavbou a dokončováním objektu občanské vybavenosti. Za uvedené období zde bylo postaveno 3 800 bytových jednotek. Samotné stavbě sídliště předcházelo vybudování rozsáhlého areálu učňovských škol a internátu. V době vzniku mělo sídliště vlastní síť služeb, školy, školky a jesle, zdravotnické zařízení, restaurace, kino a dobovou dominantu, kterou byly věžové domy. 

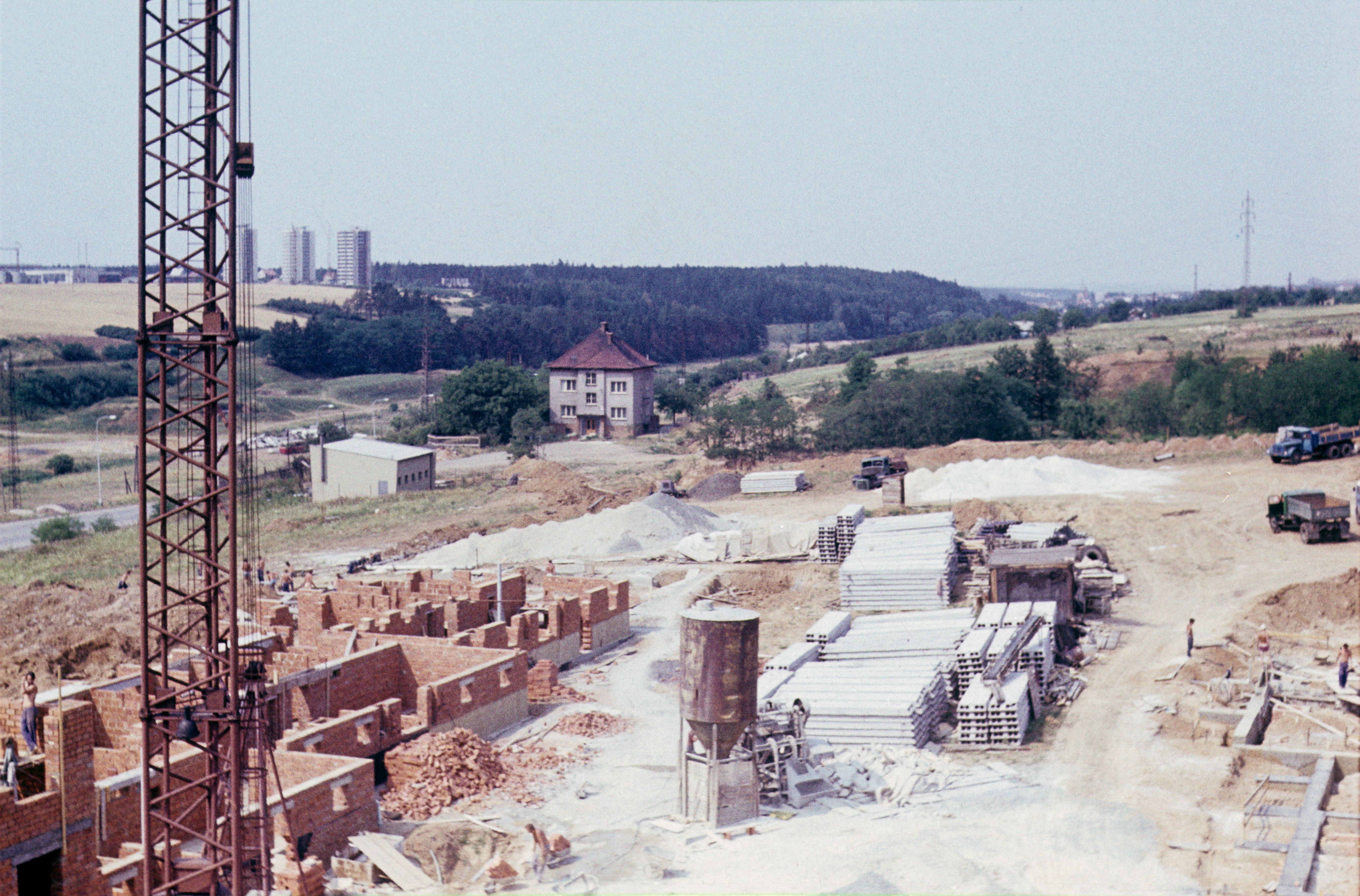
Výstavba sídliště Skvrňany v roce 1978 - Waltrova ulice

K dnešnímu dni bylo několik školek v Zadních Skvrňanech zavřeno, několik nových školek v Předních Skvrňanech naopak vzniklo, 5. základní škola v předních Skvrňanech se nejprve sloučila s 15. ZŠ v Zadních Skvrňanech a nakonec se budova školy v roce 2000 stala střední hotelovou školou. Kino je již dávno zrušené, tak jako ve většině plzeňských sídlišť. Vyhřívaný venkovní bazén u zastávky Slovanské údolí už také nefunguje, stal se součástí zázemí stavební firmy.
Sídliště Skvrňany má díky své západní poloze poměrně čisté ovzduší, hodně zeleně. Sídliště má k dispozici rychlé a kapacitní spojení s centrem města Plzně tramvajovou linkou číslo 2 a vyhovující silniční připojení mnoha směry – západně na Rozvadov a Stříbro, jižně přes Borská pole na Klatovy a Prahu a zejména obyvatelé Skvrňan využívají kapacitně vyhovující západní spojení do centra města Plzně. Chybějící severní spojení estakádou přes řeku Mži směrem na Karlovy Vary je plánováno.

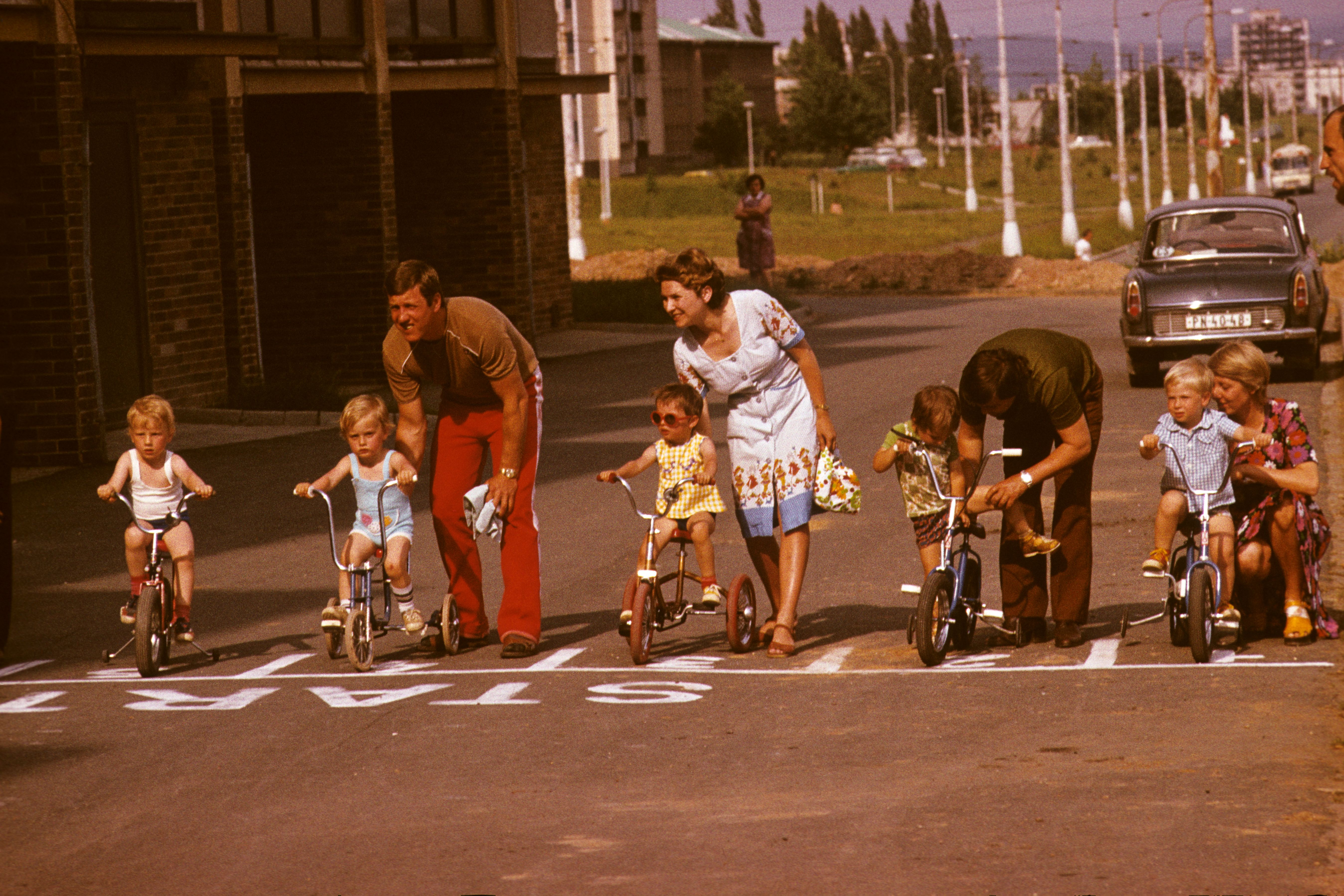
Závody na dětských kolech na sídlišti Skvrňany v Plzni.

Obyvatelé Skvrňan také mohou využívat síť cyklistických stezek vedoucích údolními nivami řeky Mže a Vejprnického potoka. Skvrňany vede mimo jiné trasa č. 37 (nazvaná Trasa přátelství), je možné po ní jet z Plzně přes Stříbro do Železné a zde se napojit na síť německých cyklotras.